# Erula
Erula (en sard, Erula) és un municipi italià, dins de la província de Sàsser. L'any 2007 tenia 807 habitants. Es troba a la regió d'Anglona i s'hi parla gal·lurès. Limita amb els municipis de Chiaramonti, Ozieri, Perfugas, Tempio Pausania (OT) i Tula. Fins al 1988 formava part del municipi de Perfugas

## Administració
| Període | Identitat      | Partit        |
| ------- | -------------- | ------------- |
| 2006-   | Antonio Pileri | Llista cívica |